# Ручка для распознавания фальшивых банкнот

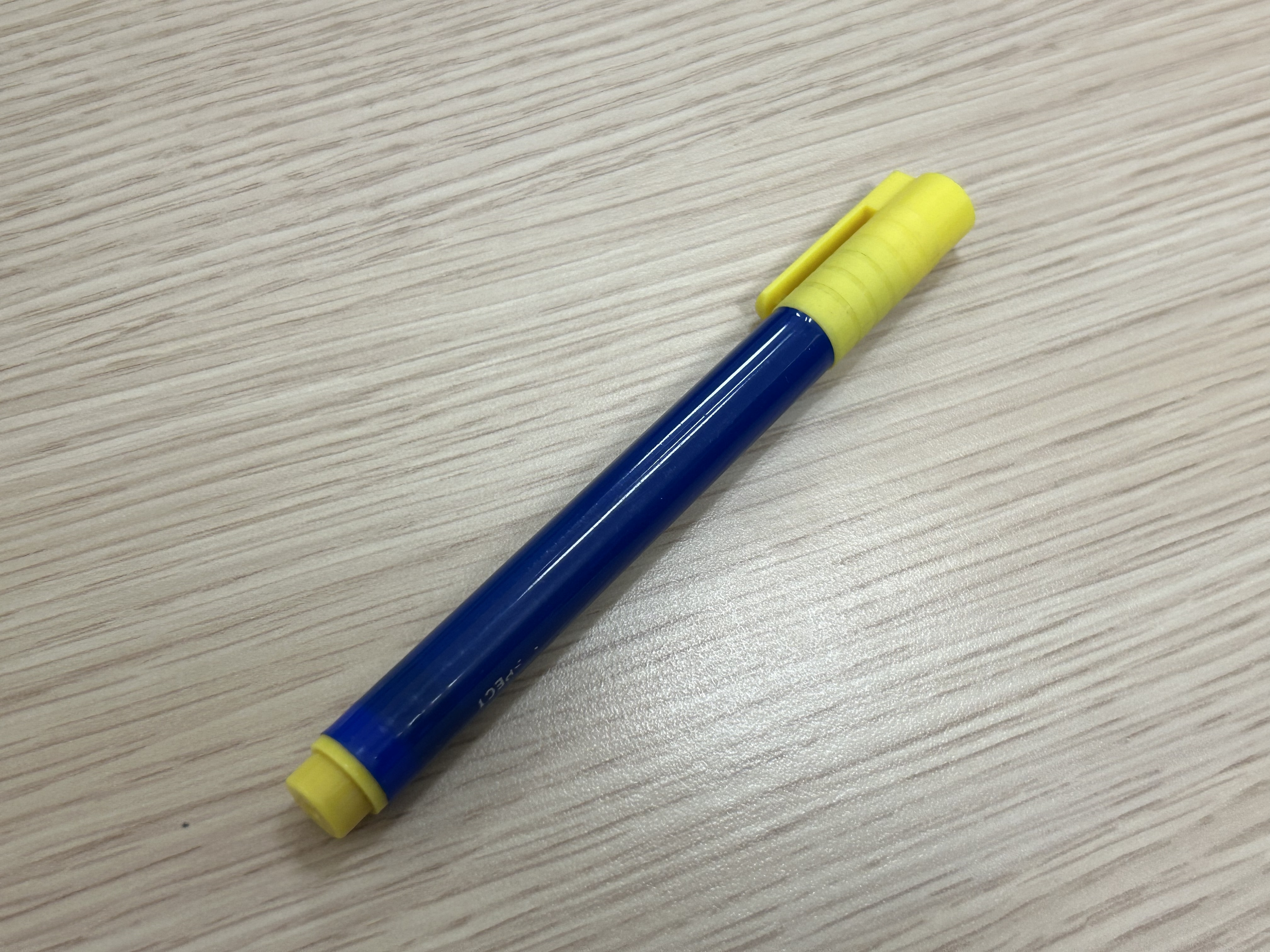
Ручка для обнаружения поддельных банкнот

Ручка для обнаружения поддельных банкнот используется для определения подлинности купюры. В состав её чернил входит йод.

## Общая характеристика
Ручка для распознавания фальшивых банкнот чаще всего применяется в США, Швейцарии и ЕС.
Как правило, подлинные банкноты напечатаны на бумаге на основе хлопковых волокон и не содержат крахмала. Когда купюра подлинная, отметка, оставленная на ней ручкой, желтоватая или бесцветная.
Такие ручки наиболее эффективны против поддельных банкнот, напечатанных на стандартном принтере или бумаге для ксерокса. Химические свойства американских банкнот до 1960 года таковы, что ручки для их распознавания неэффективны.

## Критика
Критики таких ручек предполагают, что их эффективность намного ниже, чем считается. Критики утверждают, что профессиональные фальшивомонетчики используют бумагу без крахмала, что делает ручку неспособной обнаружить большинство поддельных денег в обращении. Скептик Джеймс Рэнди много раз писал о неэффективности поддельных ручек. Он показывает их неэффективность на своих лекциях.
Рэнди утверждает, что связался с инспектором секретной службы США и спросил, работает ли она так, как рекламируется, на что инспектор ответил, что «она не заслуживает доверия». Секретная служба не включает такие ручки в свои рекомендации по обнаружению поддельной валюты США.

### Ложный результат
Кроме того, было обнаружено, что обработка поддельной банкноты разбавленным раствором витамина С приведет к ложному результату.